# Zarecha
Zarecha (bielorruso: Зарэ́чча) o Zarechie (ruso: Заре́чье) es un asentamiento de tipo urbano de Bielorrusia, perteneciente al distrito de Réchytsa en la provincia de Gómel.
En 2022, el asentamiento tenía una población de 2040 habitantes.
Fue fundado en 1957 por la Unión Soviética, como una localidad cerrada para albergar una unidad de misiles en el territorio de la RSS de Bielorrusia. Su nombre en clave era "Gómel-30". Tras la disolución de la Unión Soviética, en 1995 el gobierno bielorruso le dio el estatus de asentamiento de tipo urbano y su actual topónimo.
Se ubica unos 20 km al noroeste de Réchytsa, junto a la carretera P82 que lleva a Svetlahorsk.